# Josef Mohr (Politiker)
Josef Mohr (* 10. Januar 1872 in Waldsee; † 4. Dezember 1947 in Saulgau) war ein deutscher Politiker (Zentrum).

## Leben
Mohr studierte von 1893 bis 1896 Rechtswissenschaften in Tübingen und München. Er legte 1897 die erste und 1900 die zweite höhere Justizdienstprüfung ab. Danach war er als Rechtsanwalt in Stuttgart tätig. 1911 wurde er Staatsanwalt in Stuttgart und 1916 Erster Staatsanwalt in Włocławek im besetzen Russisch-Polen.
Mohr gehörte von 1912 bis 1918 für das Oberamt Waldsee der zweiten Kammer des württembergischen Landtags an.